# Amerikaanse congresverkiezingen 2008
De Amerikaanse congresverkiezingen van 2008 werden gehouden op 4 november 2008. Het waren verkiezingen voor het Amerikaans Congres. In totaal werden alle 435 leden van het Amerikaans Huis van Afgevaardigden gekozen, en 1/3 van de Amerikaanse Senaat (de Class II senatoren). De verkiezingen vonden plaats op dezelfde dag als de presidentsverkiezingen en de gouverneursverkiezingen in 11 staten.

## Verkiezingen in het Huis van Afgevaardigden

Resultaten:
Democraten behouden dit district
Democraten winnen dit district
Republikeinen behouden dit district
Republikeinen winnen dit district
"Too close to call"
Verkiezing op 6 december 2008

De huidige samenstelling van het Huis van Afgevaardigden is:
| Partij               | Zetels 2006-2008 | Zetels 2008-2010 |
| -------------------- | ---------------- | ---------------- |
| Democratische Partij | 235              | 256–260          |
| Republikeinse Partij | 199              | 175–179          |
| Onbezet              | 1                | -                |

Na de verkiezingen stopten 35 afgevaardigden. Onder diegenen waren onder andere Tom Tancredo, die kandidaat was voor de presidentsverkiezingen, maar vroegtijdig afhaakte. Ook Duncan Hunter, een voormalige kandidaat voor de nominatie voor het presidentschap namens de Republikeinen, stapte op als afgevaardigde. Het nieuwgekozen Huis van Afgevaardigden zal aanblijven tot 3 januari 2011.
Op 5 november 2008 werd bekendgemaakt dat de Democraten minimaal 258 zetels in het Huis van Afgevaardigden hebben gewonnen, tegen 177 voor de Republikeinen. Met 258 zetels zit de partij van de nieuw verkozen president Barack Obama wel onder de 270 die nodig zijn om een presidentieel veto naast zich neer te leggen. Indien de Republikein John McCain de slag om het Witte Huis had gewonnen, kon dit weleens van pas komen. Onder de Republikeinse president George W. Bush had de Democratische meerderheid van 2006 tot 2008 zich immers weleens moeten neerleggen bij een veto van de bewoner van het Witte Huis. Er waren berichten dat de partij van Obama niet aan 260 zetels zou geraken, het aantal dat nodig is om Republikeinse filibuster-vertragingsmanoeuvres te doorbreken.
Voor twee zetels in de staat Louisiana worden pas in december verkiezingen gehouden, omdat het stemproces door tornado's onmogelijk was geworden. De Democraten zijn erin geslaagd om elf zittende Republikeinen van hun plaats in het Huis te verdrijven. Nog eens negen Republikeinse zetels die vrijkwamen omdat de zittende leden aftraden, zijn in handen gevallen van de Democraten. De Republikeinen slaagden er slechts in om vier zittende Democraten te wippen. De Democratische voorzitter van het Huis van Afgevaardigden, Nancy Pelosi, zei dat de Amerikanen 'een nieuwe richting' willen: "Ze hebben om verandering in Amerika geroepen." Het is de eerste keer in meer dan 75 jaar dat de Democraten grote winst boeken in een verkiezing waarin zowel een president als een nieuw Huis van Afgevaardigden worden gekozen. In 2006, toen er alleen Congresverkiezingen werden gehouden, wonnen de Democraten dertig zetels.
|                   |                      |                      |
| Leider            | Nancy Pelosi         | John Boehner         |
| Partij            | Democratische Partij | Republikeinse Partij |
| Thuisstaat        | Californië           | Ohio                 |
| Vorige verkiezing | 237 zetels, 54.4%    | 198 zetels, 45.5%    |
| Zetels            | 257                  | 178                  |
| Zetel +/-         | +21                  | -21                  |
| Stemmen           | 59.713.061           | 49.717.154           |
| Percentage        | 53,04%               | 44,16%               |

## Verkiezingen in de Senaat

Resultaten:
Democraten behouden deze staat
Democraten winnen deze staat
Republikeinen behouden deze staat
Hertelling nodig
Tweede ronde op 2 december
Geen verkiezingen

De gekozen Class II senatoren zullen een termijn van 6 jaar uitzitten, dus van 3 januari 2009 tot en met 3 januari 2015. In Wyoming en Mississippi zullen tussentijdse verkiezingen voor de Class I senatoren, om de termijn uit te zitten tot 3 januari 2013. Deze verkiezingen vinden plaats vanwege het aftreden van Trent Lott (Mississippi) en het overlijden van Craig Thomas (Wyoming).
De huidige samenstelling van de Senaat is:
| Partij               | Zetels 2006-2008 | Zetels 2008-2010 |
| -------------------- | ---------------- | ---------------- |
| Democratische Partij | 49               | 58               |
| Republikeinse Partij | 49               | 40               |
| Onafhankelijken*     | 2                | 2                |

De onafhankelijken zijn Bernie Sanders van de staat Vermont en Joe Lieberman van de staat Connecticut, die overigens allebei samenwerken met de Democraten.
Nadat de stemmen werden geteld, bleek dat de Democraten wederom zetels zouden veroveren van de Republikeinen. De Democraten grabbelden de twee "lege" zetels mee van vertrekkers van de Grand Old Party (GOP) in Virginia en New Mexico, terwijl de Republikeinen werden verjaagd van zetels in New Hampshire en North Carolina. In die laatste staat moest Elisabeth Dole, vrouw van de Republikeinse ex-presidentskandidaat Bob Dole, de duimen leggen. De Democraten hoopten ook de Republikeinse fractieleider Mitch McConnell te wippen, wat een slag in het gezicht van de partij van president George W. Bush zou zijn. McConnell won de verkiezingen echter, zij het met een kleine meerderheid. In Delaware behield de Democratische vicepresident Joe Biden wellicht zijn zetel, net als ex-presidentskandidaat John Kerry zijn zetel voor Massachusetts. In de staat Oregon versloeg Jeff Merkley zijn Republikeinse tegenstander Gordon Smith, meldde nieuwszender FOX News twee dagen na de verkiezingen. Na het tellen van de resultaten bleek dat drie staten - Alaska, Minnesota en Georgia - nog onbeslist waren.
Een doelwit van de Democraten was Ted Stevens in Alaska, de 84-jarige en langstzittende Republikein in de Senaat. Stevens had voor Alaska veertig jaar in de Senaat gezeten. Hij was kort voor de verkiezingen veroordeeld vanwege liegen in een fraudezaak. Stevens werd eind oktober, vlak voor de verkiezingen, op zeven punten schuldig bevonden aan corruptie. De rechtbank achtte bewezen dat Stevens in ruil voor gunsten schenkingen heeft ontvangen van een bedrijf dat diensten verricht voor de olie-industrie en dat hij daarover heeft gelogen. Het bedrijf, VECO, verbouwde onder andere zijn huis. Stevens, een legendarische figuur in Alaska, heeft zijn veroordeling vooral te wijten aan zijn oude vriend Bill Allen, die tegen hem getuigde. Allen is de oprichter van VECO. Had Stevens de verkiezingen gewonnen, dan zou hij de eerste politicus zijn die terugkeert naar de Senaat nadat hij in een strafzaak is veroordeeld.
In Minnesota eiste de Democratische kandidaat Al Franken een hertelling van de stemmen. Hij verloor in de eerste telling met een verschil van zeshonderd stemmen – op drie miljoen – van de zittende Republikein Norm Coleman.
Het lot van de ‘Onafhankelijke Democraat’ Joe Lieberman uit Connecticut was in eerste instantie nog niet duidelijk. Hij steunt het Irak- en veiligheidsbeleid van president George W. Bush en voerde actief campagne met zijn vriend John McCain, wat veel kwaad bloed zette in linkse kringen. Nu de Senaat stevig in progressieve handen is, overwogen de Democraten om Lieberman zijn voorzitterschap van de commissie voor Binnenlandse Veiligheid te ontnemen. Op 18 november lijfde de Democratische fractie in de Senaat Lieberman weer in. Dat maakte de Democratische Senaatsfractieleider Harry Reid bekend. "Wij kijken niet naar het verleden, wij kijken voor ons", zei Reid in het gezelschap van meerdere Democratische senatoren, onder wie ook Lieberman. Lieberman zei dat hem "sommige verklaringen omtrent Barack Obama zijn toegeschreven die gewoon niet waar zijn. Andere verklaringen had ik duidelijker willen afleggen en nog andere had ik beter niet gedaan". "Ik denk dat dit (de re-integratie) in een geest van verzoening is gedaan. Ik apprecieer het respect voor mijn onafhankelijkheid en voor wie ik ben". Lieberman heeft tijdens de campagne niet alleen McCain gesteund, maar ook opgeroepen voor hem te stemmen. Op meerdere verkiezingsbijeenkomsten stond hij aan de zijde van de Republikein en had hij soms heftige kritiek op Obama. Wat hij ook deed op de Republikeinse Conventie. Nadat hij uit de Democratische fractie was gestapt stemde Lieberman de voorbije jaren meestal mee met de Democraten, net als een andere onafhankelijke senator. Daardoor waren de Republikeinen van president George Bush net in de minderheid.
Op 18 november keerde John McCain weer terug in de Senaat, waar hij een vergadering bij de Republikeinen bezocht. Barack Obama trad zondag 16 november uit de Senaat. Onder de kandidaat-opvolgers van Obama bevinden zich Jesse Jackson jr., de zoon van burgerrechtenactivist Jesse Jackson.
De Democraten had kort na afloop van de verkiezingen 56 van de in totaal 100 zetels in de Senaat. Van de staat Minnesota was de uitslag van de Senaatsverkiezingen lange tijd niet definitief. De Democratische kandidaat Al Franken had nipt gewonnen van zijn Republikeinse tegenstander en zittend senator Norm Coleman, maar deze vocht de stemming aan. Na een lange juridische strijd van bijna acht maanden werd Allen definitief aangewezen als winnaar. Hij werd op 7 juli 2009 benoemd in de Senaat. In de tussentijd was de Republikein Arlen Specter ook overgestapt naar de Democraten. Daardoor had deze partij 58 zetels in handen. Samen met de twee onafhankelijke - maar in de praktijk Democratische - senatoren beschikte zij daarmee over het belangrijke aantal van 60 zetels. Dit aantal is nodig om een filibuster overstemmen in de Senaat. Met zo’n eindeloos volgehouden zitting kan de minderheidspartij besluitvorming tegenhouden.
Begin december werd duidelijk dat de Republikein Saxby Chambliss toch herkozen was voor de Senaat. In de eerste ronde haalde hij net niet de helft van de stemmen, zodat volgens de - voor de VS uitzonderlijke - wetten van die staat er een nieuwe stembusgang nodig was. Tijdens de nieuwe campagne kreeg Chambliss een flinke duw in de rug van de verslagen presidentskandidaat John McCain, diens running mate Sarah Palin en burgemeester Rudy Giuliani van New York. In het Democratische kamp kreeg kandidaat-senator Jim Martin publieke steun van onder meer ex-president Bill Clinton. Terwijl slechts de helft van de kiezers van 4 november opdaagde, haalde Chambliss het met 57 procent, tegenover 43 procent voor Martin.
Voor de Republikeinse partij, die op 4 november zware klappen heeft gekregen, was de overwinning in Georgia een kleine opsteker nadat de Democraten hun krappe meerderheid in de Senaat naar een comfortabele meerderheid hadden vergroot.
|                   |                                    |                      |
| Leider            | Harry Reid                         | Mitch McConnell      |
| Thuisstaat        | Nevada                             | Kentucky             |
| Partij            | Democratische Partij               | Republikeinse Partij |
| Vorige verkiezing | 51 zetels (49 + 2 onafhankelijken) | 46 zetels            |
| Zetels            | 57(+ 2 onafhankelijken)            | 40                   |
| Zetels +/-        | +6                                 | -6                   |
| Stemmen           | 33.994.860                         | 30.057.338           |
| Percentage        | 51,3%                              | 45,4%                |